# Liste der Biografien/Hu
Liste der Biografien |
Portal Biografien |
Personensuche
# |
A |
B |
C |
D |
E |
F |
G |
H |
I |
J |
K |
L |
M |
N |
O |
P |
Q |
R |
S |
T |
U |
V |
W |
X |
Y |
Z |
?
 
Ha |
Hd |
He |
Hi |
Hj |
Hk |
Hl |
Hm |
Hn |
Ho |
Hr |
Hs |
Ht |
Hu |
Hv |
Hw |
Hy
 
Hua |
Hub |
Huc |
Hud |
Hue |
Huf |
Hug |
Huh |
Hui |
Huj |
Huk |
Hul |
Hum |
Hun |
Huo |
Hup |
Huq |
Hur |
Hus |
Hut |
Huu |
Huv |
Huw |
Hux |
Huy |
Huz
Die Liste der Biografien führt alle Personen auf, die in der deutschsprachigen Wikipedia einen Artikel haben. Dieses ist eine Teilliste mit 74 Einträgen von Personen, deren Namen mit den Buchstaben „Hu“ beginnt.

## Hu
- Hu, Kaiserin der Nördlichen Wei-Dynastie
- Hu (* 1994), italienische Musikerin
- Hu Haichang (1928–2011), chinesischer Ingenieurwissenschaftler
- Hu Heping (* 1962), chinesischer Politiker
- Hu Jintao (* 1942), chinesischer Politiker, Generalsekretär der Kommunistischen Partei Chinas, Staatspräsident der Volksrepublik ChinaHu Jintao (* 1942)

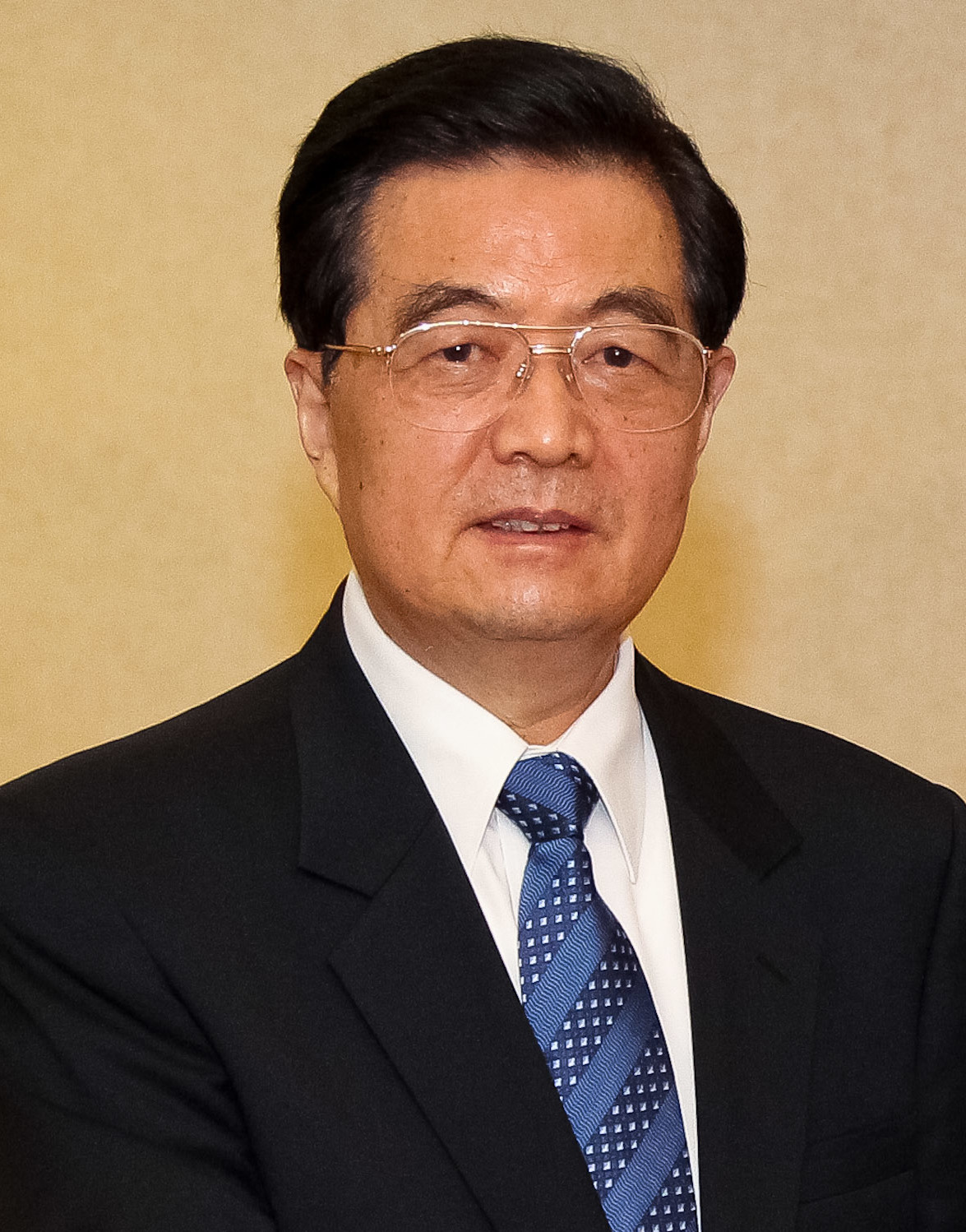
Hu Jintao (* 1942)

- Hu Pei-wen (* 1950), taiwanischer Bogenschütze
- Hu Qianxun (* 1987), chinesischer Boxer
- Hu Qili (* 1929), chinesischer Politiker (Volksrepublik China)
- Hu Qing (* 1986), chinesischer Boxer
- Hu Shi (1891–1962), chinesischer Gelehrter
- Hu Xiansu (1894–1968), chinesischer Botaniker, Pädagoge und Kulturwissenschaftler
- Hu Yadong (* 1968), chinesische Ruderin
- Hu Yanlin (* 1943), chinesischer Admiral
- Hu Yulan (1947–2021), chinesische Tischtennisspielerin
- Hu, Augustine Daguo (1922–2011), chinesischer Geistlicher, Bischof von Shiqian
- Hu, Binyuan (* 1977), chinesischer Sportschütze
- Hu, Chenggong (1776–1832), chinesischer Philologe
- Hu, Chenming (* 1947), taiwanisch-US-amerikanischer Elektroingenieur
- Hu, Chia-chen (* 1997), taiwanische Sprinterin
- Hu, Ching-Yun, taiwanische Pianistin
- Hu, Chung-shien (* 1975), taiwanischer Badmintonspieler
- Hu, Chunhua (* 1963), chinesischer Politiker in der Volksrepublik China und (seit 2018) Vizeministerpräsident der Volksrepublik ChinaHu Chunhua (* 1963)

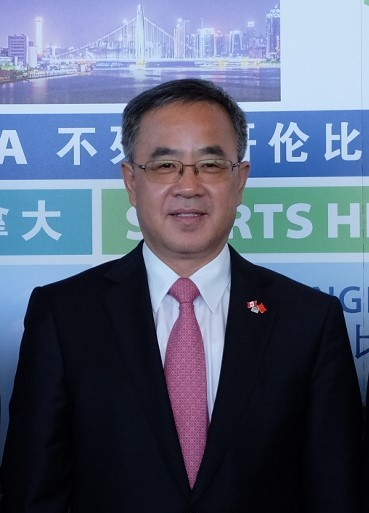
Hu Chunhua (* 1963)

- Hu, Dengzhou († 1597), Gründer der Bücherhallen-Erziehung in China
- Hu, Deping (* 1942), chinesischer Politiker
- Hu, Die (1907–1989), chinesische Schauspielerin
- Hu, Evelyn (* 1947), US-amerikanische Physikerin und Hochschullehrerin
- Hu, Feng (1902–1985), chinesischer Schriftsteller sowie Literatur- und Kunsttheoretiker
- Hu, Hailan (* 1973), chinesische Neurowissenschaftlerin
- Hu, Hanmin (1879–1936), chinesischer Kuomintang-Parteiführer
- Hu, Haoran (* 1998), chinesischer Speerwerfer
- Hu, Heming (* 1994), australischer Tischtennisspieler chinesischer Abstammung
- Hu, Hesheng (1928–2024), chinesische Mathematikerin
- Hu, Jia (* 1973), chinesischer Umweltaktivist
- Hu, Jia (* 1983), chinesischer Wasserspringer
- Hu, Jianbing (* 1965), chinesischer Komponist und Shengspieler
- Hu, Jianguan (* 1993), chinesischer Boxer
- Hu, Jianxin (* 1962), chinesischer Umweltchemiker
- Hu, Jiwei (1916–2012), chinesischer Politiker
- Hu, Kelly (* 1968), US-amerikanische Schauspielerin chinesisch-britischer HerkunftKelly Hu (* 1968)

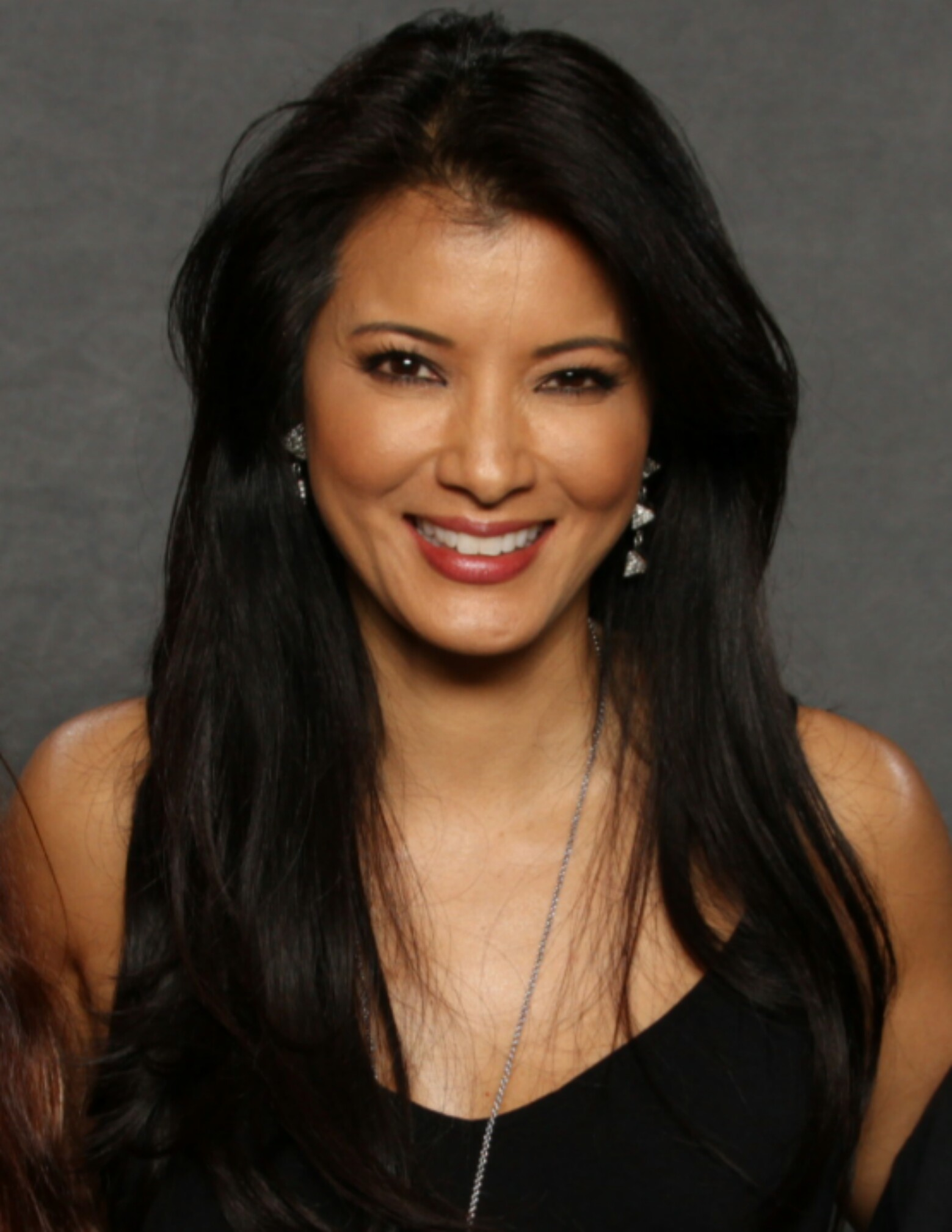
Kelly Hu (* 1968)

- Hu, King (1932–1997), chinesischer Filmregisseur und Drehbuchautor
- Hu, Limei (* 1995), chinesische Tischtennisspielerin
- Hu, Madison (* 2002), US-amerikanische Schauspielerin
- Hu, Melek (* 1989), türkische Tischtennisspielerin
- Hu, Na (* 1963), chinesische, später US-amerikanische Tennisspielerin
- Hu, Nim (1932–1977), kambodschanischer Politiker
- Hu, Ning (* 1972), chinesische Badmintonspielerin
- Hu, Qiaomu (1912–1992), chinesischer Politiker (Volksrepublik China)
- Hu, Qiheng (* 1934), chinesische Informatikerin und Hochschullehrerin
- Hu, Rentian (* 1991), chinesischer Fußballspieler
- Hu, Richard (1926–2023), singapurischer Politiker
- Hu, Robin, singapurischer Diplomat
- Hu, Ronghua (* 1945), chinesischer Xiangqi-Spieler
- Hu, Rossana (* 1968), taiwanische Architektin
- Hu, Sanxing (1230–1287), chinesischer Beamter und Historiker
- Hu, Shiu Ying (1910–2012), chinesische Botanikerin und Hochschullehrerin
- Hu, Sibelle (* 1958), taiwanische Schauspielerin und Sängerin
- Hu, Tianyu (* 1992), chinesischer Eishockeyspieler
- Hu, Ting (* 1981), chinesische Badmintonspielerin
- Hu, Victoria (* 2002), US-amerikanische Tennisspielerin
- Hu, Wanlin (* 1949), chinesischer Heilpraktiker, der 146 Menschen getötet haben soll
- Hu, Wei (* 1983), chinesischer Filmemacher
- Hu, Wei-Shau, US-amerikanische Genetikerin und HIV-Spezialistin
- Hu, Xiaoyuan (* 1977), chinesische Konzeptkünstlerin
- Hu, Xijin (* 1960), chinesischer Journalist
- Hu, Xin (* 1981), australische Schauspielerin
- Hu, Xiuying (* 1978), chinesische Marathonläuferin
- Hu, Yadan (* 1996), chinesische Wasserspringerin
- Hu, Yaobang (1915–1989), chinesischer PolitikerHu Yaobang (1915–1989)

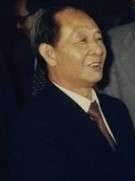
Hu Yaobang (1915–1989)

- Hu, Yixuan (* 1995), chinesische Schauspielerin
- Hu, Yueyue (* 1990), chinesische Tennisspielerin
- Hu, Yufei (* 1993), chinesischer Zehnkämpfer
- Hu, Yun (* 1981), chinesischer Badmintonspieler, später für Hongkong startend
- Hu, Zhengyan († 1674), chinesischer Politiker, Gelehrter, Drucker und Künstler der Ming-Zeit
- Hu, Zhiying (* 1997), chinesische Mittelstreckenläuferin